# Mèo rừng
Mèo rừng là một phức hợp loài gồm hai loài mèo rừng nhỏ, mèo rừng châu Âu (F. silvestris) và mèo rừng châu Phi (Felis lybica), có nguồn gốc từ châu Âu, Tây Á và châu Phi. Nó chuyên ăn thịt các loài động vật có vú nhỏ, chim, các động vật có kích thích tương đương hoặc nhỏ hơn. Nó phân bố ở nhiều vùng khác nhau trên thế giới, đôi khi nó được nuôi như những con mèo nhà (Felis silvestris catus). Nó thích nghi được với nhiều môi trường sống trên thế giới, từ lục địa đến hoang đảo.
Môi trường sống từ thuở sơ khai của nó là rừng rậm, xavan và thảo nguyên.
Một nghiên cứu của Viện Ung thư Quốc gia cho thấy rằng tất cả mèo nhà trên thế giới hiện nay là hậu duệ từ một nhóm các loài mèo rừng tự thuần hoá 10.000 năm trước đây ở vùng Cận Đông. Người ta tin rằng điều này xảy ra khi cuộc Cách mạng nông nghiệp mang lại hạt giống mà sẽ được lưu trữ trong kho thóc, thu hút động vật gặm nhấm, do đó thu hút mèo.
Họ hàng gần nhất của mèo rừng ngày nay là mèo cát (Felis margarita).

## Phân loại học
| Loài và phân loài | Ảnh |
| --- | --- |
| Mèo rừng châu Âu (F. silvestris) Schreber, 1777; syn. F. s. ferus Erxleben, 1777; obscura Desmarest, 1820; hybrida Fischer, 1829; ferox Martorelli, 1896; morea Trouessart, 1904; grampia Miller, 1907; tartessia Miller, 1907; molisana Altobello, 1921; reyi Lavauden, 1929; jordansi Schwarz, 1930; euxina Pocock, 1943; cretensis Haltenorth, 1953 |     |
| Mèo rừng Caucasica (F. s. caucasica) Satunin, 1905; syn. trapezia Blackler, 1916 |     |
| Mèo rừng châu Phi (F. lybica) Forster, 1780; syn. F. l. ocreata Gmelin, 1791; nubiensis Kerr, 1792; maniculata Temminck, 1824; mellandi Schwann, 1904; rubida Schwann, 1904; ugandae Schwann, 1904; mauritana Cabrera, 1906; nandae Heller, 1913; taitae Heller, 1913; nesterovi Birula, 1916; iraki Cheesman, 1921; hausa Thomas and Hinton, 1921; griselda Thomas, 1926; brockmani Pocock, 1944; foxi Pocock, 1944; pyrrhus Pocock, 1944; gordoni Harrison, 1968 |     |
| Mèo rừng Nam Phi (F. l. cafra) Desmarest, 1822; syn. F. l. xanthella Thomas, 1926; small |     |
| Mèo rừng châu Á (F. l. ornata) Gray, 1830; syn. syriaca Tristram, 1867; caudata Gray, 1874; maniculata Yerbury and Thomas, 1895; kozlovi Satunin, 1905; matschiei Zukowsky, 1914; griseoflava Zukowsky, 1915; longipilis Zukowsky, 1915; macrothrix Zukowsky, 1915; murgabensis Zukowsky, 1915; schnitnikovi Birula, 1915; issikulensis Ognev, 1930; tristrami Pocock, 1944                                                                                        |     |

## Đặc điểm
Mèo rừng có hình dáng và thể trạng tương tự như một con mèo đã được thuần hóa, tuy nhiên màu sắc lông của những con mèo hoang dã này có màu vàng nhạt, sọc nâu đen hoặc có đốm, phần bên dưới của nó màu xám hoặc đôi khi là màu đen tuyền. Theo các nhà khoa học, đó là kết quả của việc Lai tự nhiên với giống mèo nhà.
Mèo rừng dài khoảng 45–80 cm (18-31 inches), và có trọng lượng từ 3–6 kg (6,6-13 pounds). Vai nó rộng trung bình khoảng 35 cm (14 inches), và chiều dài đuôi là 30 cm (12 inches). Các loài ở châu Phi và châu Á có kích thước nhỏ ở châu Âu, với bộ lông ngắn hơn và nâu nhẹ hơn.
Mèo rừng cũng có những đặc tính giống như mèo nhà, như: những cử chỉ âu yếm nhau, tiếng kêu, cách đẻ con và nuôi con. Ngoại trừ khi đang trong mùa giao phối, nó thường có xu hướng thích tĩnh lặng, không muốn bất kỳ ai đến gần.

## Hành vi
Mèo rừng rất thận trọng trong việc tiếp xúc với con người và tránh xa hoàn toàn những nơi con người sinh sống. Nó sống đơn độc và giữ một khoảng riêng biệt với các loài khác, lãnh thổ của nó rộng khoảng 1,5-12 km2 (0,58-4,6 dặm vuông), tùy thuộc vào từng địa phương.
Con đực có xu hướng chiếm nhiều vùng lãnh thổ hơn con cái, nơi nó ở thường có từ 3-6 con cái làm láng giềng. Nó đánh dấu nơi ở của mình bằng cách để lại mùi nước tiểu trên mặt đất, cào đất ra hoặc để lại những mùi lông trên cây.

## Chế độ ăn
Mèo rừng chủ yếu ăn thịt, côn trùng và thực vật chỉ là một phần nhỏ trong chế độ ăn uống của nó. Bất kể phân loài, các con mồi của nó bao gồm: động vật có vú nhỏ, thú gặm nhấm và thỏ, ngoài ra còn có Thằn lằn xám (ở Bồ Đào Nha) và một số loài chim. Tuy nhiên, các nhà khoa học thấy rằng nó còn ăn cả những động vật lưỡng cư, cá, bò cạp, nai con và linh dương.

## Vòng đời và sinh sản
Mèo rừng thường chỉ đẻ 1 lứa mỗi năm, nhưng nó có thể đẻ thêm lứa thứ hai nếu lứa đầu tiên chết quá sớm. Mèo rừng châu Âu thường đẻ vào khoảng giữa tháng 2 và tháng 3, Mèo rừng Nam Phi thì đẻ vào lúc mùa mưa đến-lúc thức ăn dồi dào nhất. Trái lại với Nam Phi, mèo Bắc Phi đẻ quanh năm, không có lựa chọn như mèo Nam Phi.
Chu kỳ kinh nguyệt của mèo rừng kéo dài từ 2-8 ngày và mang thai từ 56-69 ngày (mèo châu Phi ngắn hơn so với mèo châu Âu).
Trước khi sinh nở, mèo mẹ thường chuẩn bị làm ổ ở trong một hang động hoặc ở sâu dưới đất. Trong tự nhiên, Mèo rừng thường sinh từ 1-5 con, trong đó 3-4 con là phổ biến nhất. Lúc mới sinh, mèo con nặng từ 75-150 gram (2,6-5,3 oz), nó không mở mắt và rất yếu ớt.
Khi mới sinh, những sọc trên mình của Mèo rừng khá mờ nhạt nên rất khó phát hiện. Nó bắt đầu mở mắt sau từ 7-12 ngày, và có thể đi săn mồi khi 10-12 tuần tuổi. Mèo con hoàn toàn dứt sữa sau 2 tháng và sống tự lập sau 3 tháng tuổi. Một năm sau, nó có thể tự thiết lập lãnh thổ riêng cho mình, và có thể đi tìm bạn tình.
Trong điều kiện giam cầm, Mèo rừng có thể sống đến 16 năm

## Phân bố
Mèo rừng châu Âu được tìm thấy trên toàn bộ lãnh thổ châu Âu, không kể Ireland, bán đảo Scandinavia và một số đảo nhỏ. Bây giờ, nó chỉ còn sót lại tại một số khu vực nhỏ và rải rác khắp châu Âu, từ Bồ Đào Nha và miền bắc Scotland đến Thổ Nhĩ Kỳ và dãy núi Carpathian. Nhiều quần thể còn tồn tại lại ở Sicilia và Sardegna.
Giống mèo châu Phi được tìm thấy trên khắp lục địa, ngoại trừ sa mạc và rừng rậm nhiệt đới, nó còn phân bố ở cả khu vực Trung Đông, đặc biệt là ở Iran. Giống mèo châu Á thường phân bố ở phía Đông, từ Pakistan đến Tây Bắc Ấn Độ và từ Trung Á đến Mông Cổ, mèo rừng có thể thích nghi với nhiều môi trường sống hoàn toàn khác nhau.
Mèo rừng đòi hỏi một môi trường sống có độ che phủ rừng cao để nó có thể dễ dàng phục kích và săn bắt con mồi, bao gồm: cây bụi, núi đá hoặc đất nông nghiệp. Chúng thường được tìm thấy trong rừng nhiệt đới đang rụng lá, savannah và gần những đầm lầy.
Mèo rừng thường tránh những khu vực có tuyết phủ dày hoặc khô hạn, thiếu nước.

## Tình trạng
Các nguồn đe dọa đến Mèo rừng hiện nay là Sự lai tạo với loài mèo nhà, bệnh dịch và sự cạnh tranh nguồn thức ăn với các loài khác.
Tuy nhiên, mối đe dọa lớn nhất đối với Mèo rừng là môi trường sống ngày càng bị thu hẹp lại do con người chặt phá rừng bừa bãi để làm đất nông nghiệp, đường sá (mặc dù một số khu rừng của châu Âu đang tăng diện tích lên), và nạn khủng bố cũng gây ảnh hưởng nghiêm trọng đến số lượng loài mèo rừng của thế giới.
Hiện nay, mèo rừng đang nằm trong Sách Đỏ về số lượng loài sắp tuyệt chủng và đang được Quỹ động vật hoang dã WWF bảo tồn tự nhiên.